# Сеничица
Сеничица (словен. Seničica) је насељено место у општини Медводе, Средњесловенска регија, Словенија.

## Историја
До територијалне реорганизације у Словенији била је у саставу града Љубљане, односно старе општине Шишка.

## Становништво
У попису становништва из 2011. године, Сеничица је имала 233 становника.
| Број становника према пописима | Број становника према пописима | Број становника према пописима |
| ------------------------------ | ------------------------------ | ------------------------------ |
| 1991                           | 2002                           | 2011                           |
| 190                            | 212                            | 233                            |

Напомена: Године 1987. повећано за део насеља Медно (Љубљана).

## Галерија
- панорама
- распеће